# Tommaso Novi
Tommaso Novi, noto anche con lo pseudonimo di Novi (Pisa, 13 luglio 1979), è un cantautore italiano.

## Biografia
Oltre all'attività cantautorale e compositiva, detiene la prima e unica cattedra ufficiale di fischio musicale (in inglese Art-Whistling) al Conservatorio Luigi Cherubini di Firenze. Ha inciso il suo fischio nelle colonne sonore di alcuni lungometraggi come La prima cosa bella di Paolo Virzì e Una festa esagerata di Vincenzo Salemme, lavorando a fianco del maestro Nicola Piovani.

### Con i Gatti Mézzi
Nel 2005 insieme a Francesco Bottai è cofondatore del gruppo dei Gatti Mézzi col quale ha pubblicato sei album e conseguito riconoscimenti come un Premio Ciampi, finalista al Premio Tenco, una candidatura ai Nastri d'Argento col brano Morirò d'incidente stradale, un premio della satira di Forte dei Marmi.

### Carriera da solista
Nel 2017 ha intrapreso una carriera solista pubblicando l'album Se mi copri rollo al volo (Vrec, distribuzione Audioglobe) utilizzando il solo cognome Novi e continuando a scrivere in modo ironico e a comporre musica jazz.
Ha collaborato con Dario Fo, Paolo Fresu, Stefano Bollani, Gipi, Ascanio Celestini, The Zen Circus, Bandabardò e Bobo Rondelli.

## Discografia

### Con i Gatti Mézzi

#### Album in studio
- 2006 – Anco alle puce ni viene la tosse (autoprodotto)
- 2007 – Amori e fortori (autoprodotto)
- 2009 – Struscioni (Sam)
- 2011 – Berve fra le berve (Sam)
- 2013 – Vestiti leggeri (Picicca Dischi)
- 2016 – Perché hanno sempre quella faccia (Picicca Dischi)

### Da solista

#### Album in studio
- 2017 – Se mi copri rollo al volo (Vrec)
- 2021 – Terzino fuorigioco (Blackcandy)

#### Collaborazioni come musicista
- 2018 – Il fuoco in una stanza - The Zen Circus (tastiere, pianoforte)
- 2018 – Vivere o morire - Motta (sintetizzatore)